# Giussano
Giussano – miejscowość i gmina we Włoszech, w regionie Lombardia, w prowincji Monza i Brianza.
Według danych na rok 2004 gminę zamieszkiwały 21 932 osoby, 2193,2 os./km².